# Dendropsophus ruschii
Dendropsophus ruschii és una espècie de granota que viu al Brasil. Està amenaçada d'extinció per la pèrdua del seu hàbitat natural.